# Сууга
Су́уга (эст. Suuga) — деревня в волости Мульги уезда Вильяндимаа на юге Эстонии. 
С 13 февраля 1992 года до 24 октября 2017 года деревня входила в состав волости Каркси (ранее Полли (эст. Polli vald), упразднена).

## География
Расположена у озера Нуудсаку. Граничит с Тухалаане и Мури, а также с другими деревнями бывшей волости Пайсту. Сууга находится нескольких минутах ходьбы к западу от озера Выртсъярв и недалеко от границы с уездом Пярнумаа и Латвией, в 178 км от Таллина (продолжительность поездки на автомобиле — 2 часа 7 минут). Высота над уровнем моря — 107 метров.
В окрестностях Сууга растёт в основном смешанный лес.

## Население
По данным переписи населения 2021 года, в деревне проживали 11 человек, все — эстонцы.
Численность населения деревни Сууга:
| Год  | 1959 | 1970  | 1979  | 1989  | 2000 | 2011 | 2021 |
| ---- | ---- | ----- | ----- | ----- | ---- | ---- | ---- |
| Чел. | 129  | ↗ 155 | ↘ 127 | ↗ 109 | ↘ 20 | ↘ 11 | → 11 |

## История
Поселение Сууга сформировалось на землях бывшей мызы Айденгоф (нем. Aidenhof, эст. Aidu mõis). Статус деревни получило в 1977 году.

## Климат
Среднегодовая температура в регионе составляет 2 °C. Самый тёплый месяц — июль, когда средняя температура составляет 18 °C, а самый холодный — февраль с –12 °C.

### Комментарии
1. ↑  Эстонские топонимы, оканчивающиеся на -а, не склоняются (исключение — Нарва)